# かどたにまみ
かどたに まみ（5月1日 - ）は、日本の女性声優。埼玉県出身。

## 来歴
2025年4月1日、自身のSNSで、前日付で賢プロダクションを退所、フリーで活動することが発表された。

## 人物
趣味・特技はソフトボール、登山、キャンプ。
中高とソフトボール部で、2番セカンドの小技タイプだった。賢プロ野球部にも参加している。甲子園では負けている方のチームを応援する派。
恋愛リアリティーショーが好きで、酒を片手にテレビに話しかけている。おすすめとして『バチェラー シーズン3』をあげている。

## 出演
太字はメインキャラクター。

### テレビアニメ
- sin 七つの大罪（2017年、天使）
- ドラえもん（テレビ朝日版第2期）（2021年、アシスタント）
- サザエさん（2024年、駄菓子屋の子供）
- 夜のクラゲは泳げない（2024年、スタッフ）

### 劇場アニメ
- 甲鉄城のカバネリ 海門決戦（2019年）
- フラ・フラダンス（2021年）

### ゲーム
- 甲鉄城のカバネリ -乱- 始まる軌跡（2018年）
- 進撃の巨人2（2018年、女兵士、男の子）
- ドラゴンクエストXI 過ぎ去りし時を求めて S（2019年）
- ファイナルファンタジーVII リバース（2024年）

### 吹き替え

#### 映画
- サイエン 復讐の森（サイエン〈ラジェン・モンテネグロ〉）
  - サイエン 死の砂漠
  - サイエン 最後の戦い
- シカゴ7裁判
- ピアッシング（シェヴォンヌ）
- Be With You〜いま、会いにゆきます（ソジョン）
- ミーン・ガールズ

#### ドラマ
- 愛の温度（ギダ 他）
- ウォンテッド! ローラ&チェルシー（ソフィー）
- グッド・オーメンズ（ウォーロック・ダウリング〈サムソン・マラッチーノ〉）
- パニッシャー（レベッカ）
- プリーチャー（子チューリップ 他）
- Major Crimes 〜重大犯罪課
- モダン・ラブ 〜今日もNYの街角で〜（ナサン、サラ、ジューン 他）
- リアルガールズ・イン・プリズン シーズン2（シアラ、ハーレー 他）

#### テレビ番組
- サンダーランドこそ我が人生（ジョイス・ローマ、リン・ウィリス）
- シンガポール・ソーシャル（スーキ）

### ボイスオーバー
- BS世界のドキュメンタリー スーパーネイチャー（アルバン）

### 舞台
- 一軒め火曜日 lucK girL blooD tuesdaY
- 劇団軌跡vol.24 淑女のお作法
- 集団NO PLAN 第4公演 家族百景
- 長岡公子ボイストレーニング教室20周年記念朗読会 春の声
- 長岡公子ボイストレーニング教室20周年記念朗読会 秋の声